# Chaetocnema alutacea
Chaetocnema alutacea är en skalbaggsart som beskrevs av George Robert Crotch 1873. Chaetocnema alutacea ingår i släktet Chaetocnema och familjen bladbaggar. Inga underarter finns listade i Catalogue of Life.